# Оштрокљуна њорка
Оштрокљуна њорка, позната и под називом мала њорка (лат. Alca torda), врста је њорке и једини припадник рода Alca.

## Опис
Одрасла птица је црна одозго и са белим прсима и стомаком. Дебели црни кљун има туп крај. Реп је шиљаст и дужи него код танкокљуне њорке. Зими грло и горњи делови прса постану бели. Храну тражи под водом. Може остати под водом читав минут пре него што изрони. Углавном једе рибе попут сардела и других малених риба, али такође једе и неке малене рачићe и морске црве. Обично се гнезди у великим колонијама и сноси јаја на голом камењу. Родитељи се смењују током инкубације: док се мужјак храни на мору, женка чува јаја, а затим мужјак замени женку. Када треба да хране младунце, улове неколико риба и све их у кљуну однесу до птића. Пре него што се млади излегу, родитељи могу да се удаље од гнезда и више од 100 km да би нашли храну, али када птићи дођу на свет, не удаљавају се више од неколико десетака километара, и тада често траже храну у плиткој води.
Иако је просечан животни век њорки око 13 година, једна јединка прстенована у Уједињеном Краљевству 1967. живела је 41 годину, што је рекорд за ову врсту.
Неке познате колоније њорки су:
- Хелголанд, Немачка (54°10' N) — у Европи, најјужнија колонија, само неколико парова
- Острво Стејпл, Уједињено Краљевство (55°38' N) — сезона парења од маја до средине јула.
- Рунде, Норвешка (62°24' N) — 3.000 парова
- Латрабјарг, Исланд (65°30' N) — 230.000 парова, око 40% укупне популације (процењено средином 1990. године). Сезона парења од маја до јула.
- Гримзи, Исланд (66°33' N)

## Распрострањеност
Размножава се на острвима, каменитим обалама и литицама у Северном Атлантику. У Северној Америци живи јужно све до Мејна, а у западној Европи од северозапада Русије до севера Француске. Северноамеричке птице се селе на југ. Евроазијеске птице исто тако зимују на мору, а неке доспеју и до Средоземља.

## Систематика
Иако је данас ова њорка једини живи припадник рода Alca, током плиоцена је у овом роду било много више врста:
- (касни миоцен, рани плиоцен, САД)
- (рани миоцен, Белгија)
- (рани плиоцен, САД; средњи плиоцен, Италија)

Колико је познато, род Alca је вероватно еволуирао на западу Северног Атлантика, односно на данашњим Карибима, попут већине других њорки. Преци овог рода су ту вероватно дошли током миоцена.